# Ледяная планета
Ледяная планета — теоретический класс экзопланет с ледяной поверхностью из летучих веществ, таких как вода, аммиак и метан. Ледяные планеты представляют собой обширные криосферы. Такие объекты являются более крупными вариантами маленьких ледяных миров Солнечной системы, таких как спутники Европа, Энцелад и Тритон, карликовые планеты Плутон и Эрида, а также кометы.

## Характеристики и обитаемость
Ледяные планеты обычно выглядят почти белыми при геометрическом альбедо более 0,9. Поверхность планеты может состоять из воды, метана, аммиака, двуокиси углерода (известной как "сухой лёд"), монооксида углерода и других летучих веществ в зависимости от температуры поверхности.. Ледяные планеты должны иметь температуру ниже 260 K (−13 °C) при (в основном) водном составе, ниже 180 K (−93 °C) при составе из CO2 и аммиака, ниже 80 K (−193 °C) при метановом составе.
Условия на поверхности ледяных планет крайне непригодны для жизни, аналогичной земной, вследствие чрезвычайно низких температур. Многие ледяные миры могут обладать океаном под поверхностью, нагреваемым внутренним теплом или приливными силами от другого близкого объекта.  Наличие жидкой воды под поверхностью может создать пригодные условия для жизни организмов типа рыб, планктона и микроорганизмов. Растения, по всей видимости,  не могут обитать в подобных океанах из-за отсутствия необходимого для фотосинтеза света. Микроорганизмы могут создавать питательные вещества в ходе хемосинтеза, что позволило бы другим организмам получать пищу и энергию. Некоторые планеты, если условия оказываются подходящими, могут обладать атмосферами и жидкостью на поверхности, как, например, спутник Сатурна Титан, который может быть пригодным для обитания экзотических форм жизни.

## Плутон и кандидаты в ледяные планеты

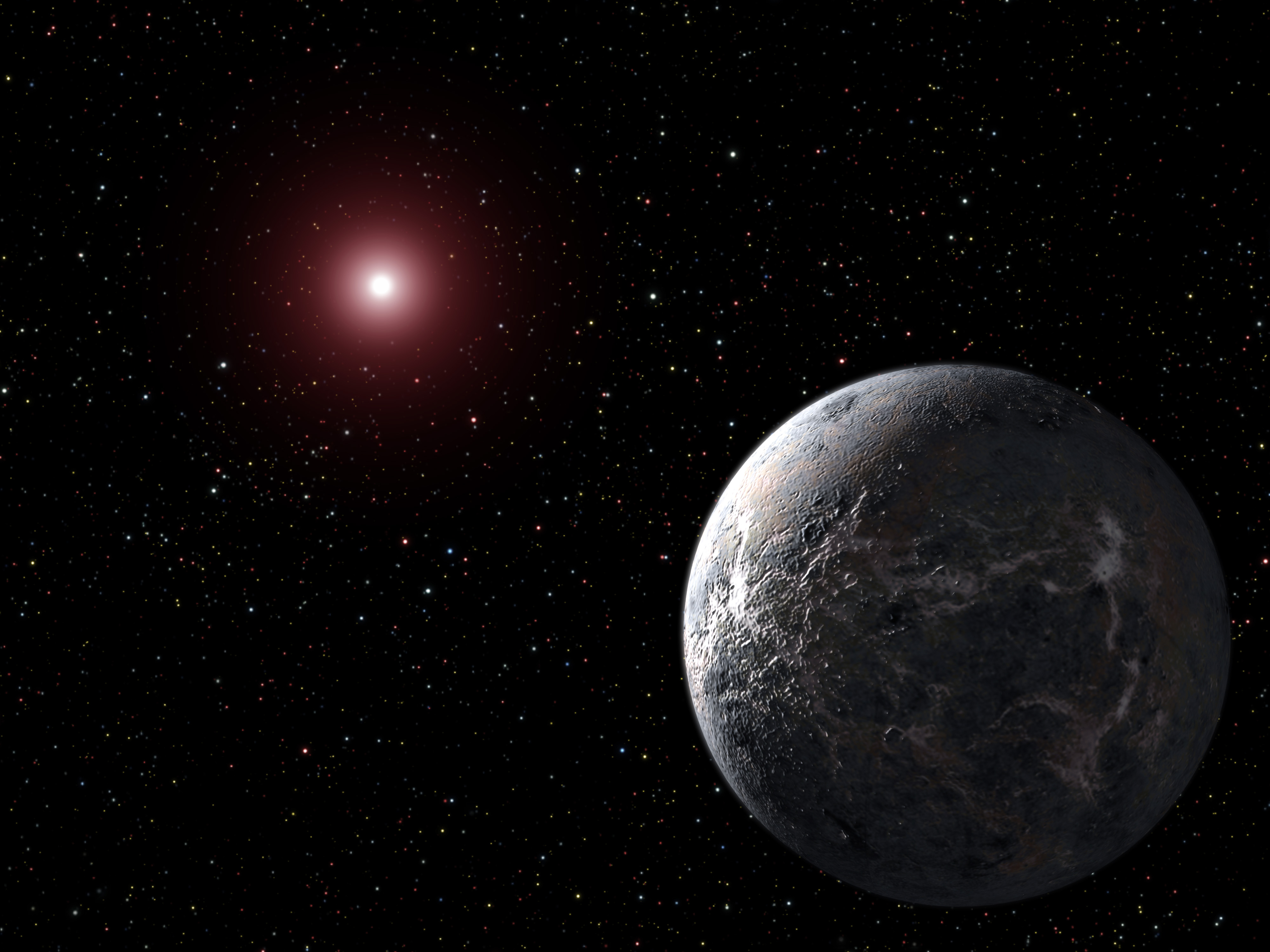
OGLE-2005-BLG-390Lb, вероятно, является ледяной планетой

Несмотря на то, что в Солнечной системе существует много ледяных объектов, в ней не существует известных ледяных планет (Плутон считался ледяной планетой до уточнения определения планеты в 2006 году). Если будет найдена девятая планета, признаки наличия которой были получены в 2016 году, она станет ледяной планетой с массой, во много раз превышающей земную, и температурой поверхности ниже 70K.  Также существует несколько кандидатов в ледяные внесолнечные планеты, включая  OGLE-2005-BLG-390Lb, Глизе 667 C d и MOA-2007-BLG-192Lb.